# محمد عوض تاج الدين
الدكتور محمد عوض عفيفي تاج الدين (ولد سنة 1945) هو وزير الصحة والسكان المصري في الفترة من 11 مارس 2002 إلى 31 ديسمبر 2005،  ايضاً عين مستشار الرئيس السيسي لشئون الصحة والوقاية في 21 مارس 2020.

## تدرجه العلمي

الدكتور عوض تاج الدين (على يمين الصورة)

ولد تاج الدين سنة 1945، وحصل علي بكالوريوس الطب والجراحة من جامعة عين شمس عام 1968، ثم حصل علي درجة الدكتوراه من الجامعة ذاتها سنة 1976. ثم زمالة كلية أطباء الصدر بالولايات المتحدة الأمريكية سنة 1981.

## تدرجه الوظيفي
شغل تاج الدين العديد من المناصب في جامعة عين شمس وفي كلية الطب بها، من بينها منصب وكيل كلية الطب بجامعة عين شمس سنة 1992، ثم عميد الكلية، ثم نائب رئيس جامعة عين شمس لشؤون التعليم والطلاب، ونائب رئيس لجنة قطاع الدراسات الطبية، ثم رئيس جامعة عين شمس في الفترة من سنة 1997 حتى سبتمبر 2001، قبل أن يقع عليه الاختيار في مارس 2002 ليكون وزيرًا للصحة والسكان.